# Barata
Barata, właśc. Lair Paulo Barata Fortes (ur. 29 grudnia 1899 w Rio de Janeiro) – brazylijski piłkarz grający na pozycji środkowego obrońcy.
Barata całą karierę piłkarską spędził w klubie América Rio de Janeiro, gdzie grał w latach w 1919–1922. W 1922 zdobył z Ameriką mistrzostwo Stanu Rio de Janeiro – Campeonato Carioca.
Barata wziął udział w turnieju Copa América 1921. Brazylia zajęła drugie miejsce, a Barata zagrał w meczach z we wszystkich trzech meczach turnieju z Argentyną, Urugwajem i Paragwajem. Były to jedyne jego występy w barwach canarinhos.